# Billy Dee Williams
Billy Dee Williams (New York, 6 april 1937) is een Amerikaans acteur die onder meer Lando Calrissian speelt in de Star Wars-films. Hij heeft een ster op de Hollywood Walk of Fame. In 1972 werd hij genomineerd voor een Emmy voor zijn rol in de televisiefilm Brian's Song.

## Levensloop en carrière
Hij werd geboren als William December Williams jr. Zijn moeder was afkomstig van het Caribische eiland Montserrat en zijn vader kwam uit Texas. Hij groeide op in Harlem en bezocht de High School of Performing Arts, de middelbare school die model stond voor de film en televisieserie Fame.
Williams maakte zijn filmdebuut in 1959 in The Last Angry Man. In 1972 speelde hij Louis McKay, de man van Billie Holiday, in Lady Sings the Blues, een film over haar leven. Diana Ross, die Billie Holiday speelde, speelde drie jaar later weer samen met Williams in Mahogany.
Hij deed auditie voor de rol van Han Solo in Star Wars: Episode IV: A New Hope, maar de rol ging uiteindelijk naar Harrison Ford. Wel kreeg hij de rol van Lando Calrissian in Star Wars: Episode V: The Empire Strikes Back (1980). Hij keerde terug als Calrissian in Star Wars: Episode VI: Return of the Jedi en Star Wars: Episode IX: The Rise of Skywalker, in de computerspellen Star Wars: Jedi Knight II: Jedi Outcast, Star Wars Battlefront, LEGO Star Wars: The Force Awakens, Star Wars Battlefront II en LEGO Star Wars: The Skywalker Saga, in de films The LEGO Movie, The LEGO Star Wars Holiday Special en LEGO Star Wars Summer Vacation, de televisieseries LEGO Star Wars: The Yoda Chronicles, Star Wars Rebels, LEGO Star Wars: Droid Tales en LEGO Star Wars: Rebuild the Galaxy, de ingesproken versie van de boekenreeks Dark Empire en in de attractie Star Tours – The Adventures Continue.
Williams speelde openbaar aanklager Harvey Dent in de film Batman (1989) met de belofte in een vervolgfilm de rol van de schurk Two-Face te krijgen. Deze rol ging in Batman Forever echter naar Tommy Lee Jones; Williams kreeg een geldsom. In 2017 sprak Williams echter wel de stem in van Two-Face in de film The Lego Batman Movie.
In latere jaren speelde Williams in onder andere Undercover Brother (2002) en Constellation (2007). In Fanboys, een film over een groep Star Wars-fans die in 2009 uitkwam, speelt hij de acteur Judge Reinhold.
Naast films trad Williams op in een aantal televisieseries, waaronder Dynasty, North and South en The Jeffersons. Hij verscheen als zichzelf in de series Lost, Scrubs en Modern Family. Williams speelde daarnaast een rol in het computerspel Command & Conquer 3: Tiberium Wars. Williams heeft ook meerdere romans geschreven.
- Biblioteca Nacional de España: XX1536540
- Bibliothèque nationale de France: cb14001751s (data)
- Gemeinsame Normdatei: 139087087
- International Standard Name Identifier: 0000 0000 7839 2148
- Library of Congress Control Number: n91100420
- MusicBrainz: 62ba65a0-e05b-4170-83b9-0314742bad87
- Nationale Bibliotheek van Tsjechië: xx0310077
- Nationale bibliotheek van Australië: 35989115
- Nationale Bibliotheek van Israël: 987007424065805171
- Nationale Bibliotheek van Polen: a0000001284668
- Nederlandse Thesaurus van Auteursnamen: 07335399X
- SNAC: w65h84jd
- Système universitaire de documentation: 084286857
- Virtual International Authority File: 32194483
- WorldCat: E39PBJjxqwR8K9CYXdM86HPJDq